# المنصفة (جحانه)

تعديل مصدري - تعديل

المنصفه هي إحدى قرى مديرية جحانة التابعة لمحافظة صنعاء اليمنية، بلغ تعداد سكانها 547 حسب أحصائيات عام 2004.